# Dewi Sukarno
Dewi Sukarno (デヴィ・スカルノ, Devi Sukaruno), de son nom complet Ratna Sari Dewi Sukarno (ラトナ・サリ・デヴィ・スカルノ, Ratona Sari Devi Sukaruno), née Naoko Nemoto (根本 七保子, Nemoto Naoko) le 6 février 1940 à Tokyo, est une femme d'affaires de nationalité indonésienne (née japonaise), mondaine, personnalité de la télévision et philanthrope. Elle fut la dernière épouse du défunt Sukarno, 1er président de la république d'Indonésie. Elle est surnommée au Japon Dewi fujin (デヴィ夫人, Devi fujin, littéralement « Mme Dewi » ou « Épouse Dewi »).

## Biographie
Étudiante en art, elle épouse en 1962 le futur leader indonésien Soekarno, dont elle a une fille Kartika Sari Dewi Soekarno (id).
Après l'éviction de son mari du pouvoir en 1967, Dewi Soekarno s'installe en Europe, et vit dans différents pays, dont la Suisse, la France, puis les États-Unis. En 2008, elle réside à Shibuya. Dewi a eu peu de contacts avec la politique indonésienne. Elle a travaillé avec le Programme des Nations unies pour l'environnement (PNUE). Lorsqu'on lui a demandé de commenter le règne de Megawati Sukarnoputri, sa belle-fille, 5e présidente de la république d'Indonésie, tout ce qu'elle a répondu était : « Je pense que Megawati fait progressivement tout ce qu'elle peut. Ce n'est pas facile d'être une femme présidente musulmane ».
Elle gère une entreprise de charité et a été juge dans plusieurs concours de beauté (Miss Univers 1978, etc.)

## Référence
- (en) Cet article est partiellement ou en totalité issu de l’article de Wikipédia en anglais intitulé « Dewi Sukarno » (voir la liste des auteurs).